# Erigone allani
Erigone allani – gatunek pająka z rodziny osnuwikowatych.

## Taksonomia
Gatunek opisany w 1947 roku przez R. V. Chamberlina i W. Ivie na podstawie pojedynczego samicy, odłowionego przez J. C. Chamberlina i Allana Linn'a nad rzeką Matanuska.

## Opis
Ciało długości 1,6 mm. Karapaks szeroki z tyłu, wąski z przodu, ciemnobrązowy z ciemnym wzorem, błyszczący. Szczękoczułki ciemnobrązowe, z jaśniejszymi wierzchołkami i jaśniejszą plamką u nasady. Oczy małe. Przedni rząd nieco odchylony, a tylny prosty. Epigynum ciemnobrązowe, małe, proste, bez zauważalnych zewnętrznych struktur. Labium i sternum czarnawo-brązowe. Odnóża i nogogłaszczki jasnobrązowe. Odwłok czarny.

## Występowanie
Gatunek ten jest endemitem Alaski (Stany Zjednoczone).